# Julius Schniewind
Julius Daniel Schniewind (* 28. Mai 1883 in Elberfeld (heute zu Wuppertal); † 7. September 1948 in Halle (Saale)) war ein deutscher evangelischer Theologe der Bekennenden Kirche.

## Leben
Schniewind wurde als Sohn des Seidenfabrikanten in Elberfeld Daniel Julius Schniewind (* 14. April 1847 in Elberfeld; † 2. Mai 1902 ebd.) und dessen Frau Emmi Elisabeth (geb. Burchard; * 20. Juli 1854 in Hamburg; † 26. März 1924 in Elberfeld), geboren. Nach dem Besuch des Gymnasiums in Elberfeld studierte er Evangelische Theologie in Bonn, Halle, Berlin und Marburg. Seine akademischen Lehrer waren Paul Feine, Karl Heim, Friedrich Loofs und Martin Kähler. 1910 erwarb er in Halle den Lizentiatengrad mit einer Arbeit Die Begriffe Wort und Evangelium bei Paulus und lehrte dort bis 1914 als Privatdozent für das Neue Testament. In diesem Jahr habilitierte er sich über Die Parallelperikopen bei Lukas und Johannes. Bis 1915 war er Inspektor des Schlesischen Konvikts. Während des Ersten Weltkriegs war Schniewind Feldprediger.
Am 7. Mai 1919 heiratete er in Elberfeld Anna Alice Wanda Eveline Gräfin v. Keyserling (* 5. Mai 1884 in Telsen (Kurland); gest. 23. Mai 1955 in Halle (Saale)). Sie hatten zwei Söhne: 1) Julius Burchard (* 14. Dezember 1920 in Halle (Saale); gest. 13. Februar 1943 im Lazarett Halle. 2) Paul Werner Konrad (* 13. April 1923 in Halle (Saale); gest. 25. Dezember 2011 in Ballrechten-Dottingen bei Freiburg im Breisgau).
1919 wurde er zum außerordentlichen Professor ernannt, 1921 kehrte er für einen Lehrauftrag über neutestamentliche und patristische Philologie und Schriftenkunde nach Halle zurück, wo er 1925 zum Dr. theol. promoviert wurde. Hier wurde er 1921 Ehrenphilister des Hallenser Wingolf. 1927 wechselte er kurzzeitig als Ordinarius für das Neue Testament nach Greifswald. 1929 wurde er an die Albertus-Universität Königsberg berufen, wo er im regen Austausch mit Günther Bornkamm, Hans Joachim Iwand und Martin Noth stand. 1933 begannen Schniewind, Iwand und Bornkamm den Kampf für die Bekennende Kirche in Ostpreußen. Es gelang ihnen, die Bahnauer Bruderschaft einzubeziehen. So wurde die Fakultät in Königsberg zu einem Schwerpunkt für die Theologen-Ausbildung der Bekennenden Kirche. Schniewind kam 1933 zum Pfarrernotbund. 1935 wurde er auch Ehrenphilister des Königsberger Wingolf.
1935 sollte Schniewind nach Kiel zwangsversetzt werden, da er öffentlich den Gauleiter Erich Koch angegriffen hatte. Er wurde jedoch an die Theologische Fakultät Halle berufen, wo er unter anderem zusammen mit Ernst Wolf die Studentengemeinde leitete. Im März 1937 wurde Schniewind des Dienstes enthoben und erhielt ein Dienststrafverfahren wegen seines Eintretens für die Bekennende Kirche, danach wurden seine Bezüge zur Strafe um ein Fünftel gekürzt. Unter anderem hatte er an der Theologischen Fakultät in Breslau, einer Hochburg der Deutschen Christen, im Sommer 1937 zusammen mit dem Missionsdirektor Hans Lokies, mit Iwand, Heinrich Vogel, Gerhard Gloege und dem praktischen Theologen Waldemar Macholz eine Ringveranstaltung zum Thema „Die Kirche im Kampf gegen den Mythus“ initiiert. 1938 wurde er wieder Professor, ab 1939 zugleich Lazarett-Seelsorger.
Ab 1946 wirkte er als Theologe und als Propst des Sprengels Halle-Merseburg führend am wissenschaftlichen und kirchlichen Leben in Halle und in der Kirchenprovinz Sachsen mit. Schniewind starb 1948. Sein Grab befindet sich auf dem Laurentius-Friedhof.

## Theologie
Schniewind gilt als bedeutendster Schüler Kählers, im Übrigen war er beeinflusst von Hermann Cremer, Adolf Schlatter und Søren Kierkegaard. Er verstand biblische Theologie als Wort Gottes, das im Alten Testament (AT) verwurzelt ist. Damit grenzte er sich deutlich von liberal-theologischen Positionen von Ferdinand Christian Baur bis Adolf von Harnack ab. Schniewinds Programm der „geistlichen Erneuerung“ verband eine fromme Schriftgläubigkeit mit historisch-kritischer Bibelexegese. Die Anerkennung religions- und formgeschichtlicher Resultate hinderten Schniewind nicht, den Anspruch der Christusworte an die Menschen zu betonen sowie die „Zeichen der Zeit“, also den Nationalsozialismus, als Zorn Gottes zu begreifen. Wie Dietrich Bonhoeffer war Schniewind der Ansicht, dass Protestantismus außerhalb der Bekennenden Kirche eine Leugnung der „Wahrheit des Evangeliums“ ist.

## Christen- und Judentum
Ein enger Zusammenhang beim Verständnis von Altem und Neuem Testament war für Schniewinds Theologie bestimmend. Die Schriften des NT stehen stets im Licht der im AT offenbarten Verheißungen, und damit auch seiner historischen und literarischen Voraussetzungen. Als Christ sah Schniewind das AT vom „Christusgeschehen“ her, also in einem eschatologischen Licht, als Erfüllung göttlicher Versprechungen. Diese zweifache Blickrichtung zwischen den beiden Bibelteilen beizubehalten, hielt er für die Aufgabe seiner Zeit, wozu vor allem auch die Erforschung des Judentums gehörte. Zum Beispiel schließt die im Psalm 119 ausgedrückte Freude an der Tora Gottes jeden Versuch aus, das AT, und damit das Judentum überhaupt, in einen Gegensatz zum NT zu bringen, wie es damals üblich war, als Gegensatz von „Gesetz“ und „Evangelium“. Schniewind erkannte die „Simchat tora“, die Freude am Gesetz Gottes im Judentum, als beiden Religionen gemeinsam an. Auf keinen Fall wollte er das Christen- gegen das Judentum in Stellung bringen. Im Gegenteil vermittelte er seinen Hörern einen tiefen Respekt vor der jüdischen Rezeption der Tora, zum Beispiel bei den Pharisäern und Schriftgelehrten im NT.
Diese Theologie ist zu bewerten vor dem gleichzeitig beginnenden Massenmord an den europäischen Juden durch die Deutschen, zu dem die evangelischen Kirchen meist schwiegen.
Auf Rudolf Bultmanns Entmythologisierungsprogramm und dessen existentialistische Interpretation der Bibel reagierte er ablehnend, da das „Wort vom Kreuz“ dadurch in seinem Anspruch geschwächt werde. Alternativ zu Bultmanns Mythologiebegriff schlug er die Deutung von „mythologisch“ als eine „Vorstellungsweise“ vor, „in der das Unanschauliche anschaulich erscheint“.
Schniewinds Interesse galt der Exegese und der seelsorgerlichen Praxis. Schon in Halle 1925 betonte er „das freudige Disputieren, als bestünde kein Altersunterschied, den freundlichen Rat, hinter dem die Anteilnahme des Herzens stand“, also das Persönliche im Theologischen. Diesen Dienst verstand er als gegenseitige Tröstung der Gläubigen. Seine Kommentare zu Markus und Matthäus, die in der von ihm mitbegründeten Reihe Neues Testament Deutsch erschienen, werden heute noch viel genutzt.
Auch Schniewinds Nachlass (in der Universitäts- und Landesbibliothek Sachsen-Anhalt, Signatur Yi 25) spiegelt seine gleichzeitige Tätigkeit als Neutestamentler und als Seelsorger von Studenten und Pfarrern wider.

## Schriften
- 2 Werke online bei archive.org
- Die Freude der Buße. Zur Grundfrage der Bibel. Mit einem Nachwort herausgegeben von Ernst Kähler. Ost-Berlin 1974.
- Das Evangelium nach Markus NTD, Göttingen 1977, Digitalisat
- Zur Erneuerung des Christenstandes. 7 Vorträge. Hrsg. von H. J. Kraus, Göttingen 1966 (Digitalisat).
- Zur Synoptiker-Exegese. In: Theologische Rundschau. Neue Folge, Band 2, 1930, S. 129–189.
- Über das Johannes-Evangelium. Vortrag vom 9./10. Aug. 1939 in Sondershausen. Nach dem Ms. wiedergeg. bei H. J. Kraus, siehe Lit., 1965/1990, S. 188–211 (aus dem Nachlass Kählers stammend)

## Namensgeber
- Julius-Schniewind-Haus in Schönebeck, eine geistliche Einkehr- und Begegnungsstätte und ein Seelsorge- und Tagungsheim in der Evangelischen Kirche, mit der angeschlossenen Schniewind-Haus-Schwesternschaft.